# Teresa Wright
Teresa Wright (Nova Iorque, 27 de outubro de 1918 – New Haven, 6 de março de 2005) foi uma atriz americana premiada com o Oscar.

## Biografia
Muriel Teresa Wright nasceu em 27 de outubro de 1918 no Harlem, em Nova Iorque. Seus pais eram Martha Espy e Arthur Wright, um vendedor de seguros. Ela cresceu em Maplewood, Nova Jérsei. Durante o ensino médio, Teresa se interessou em seguir a carreira de atriz e, nas férias de verão, passou a atuar em produções teatrais de Provincetown, Massachusetts. Após ter se graduado no ensino médio, em 1938, ela retornou à cidade de Nova Iorque, onde foi contratada como substituta do papel de Emily (interpretada por Dorothy McGuire e mais tarde por Martha Scott) na peça Our Town de Thornton Wilder. Ela assumiu o papel quando Scott se deslocou para Hollywood para filmar a adaptação da mesma peça.

## Carreira
A partir de 1939, Teresa atuou no papel de Mary Skinner na peça Life with Father. Foi então que foi descoberta por um caça talentos contratado por Samuel Goldwyn para encontrar uma jovem atriz para interpretar o papel de Alexandra Giddens na adaptação da peça The Little Foxes de Lillian Hellman. Ela imediatamente assinou um contrato de cinco anos em Hollywood, mas assegurou a imagem de atriz séria numa cláusula em que afirmava que não posaria para fotografias vestindo maiô ou shorts.
Em 1941, Teresa foi indicada ao Oscar de melhor atriz coadjuvante por sua performance de estréia no cinema em The Little Foxes. No ano seguinte, foi indicada como melhor atriz principal por The Pride of the Yankees, onde interpreta a esposa do jogador de baseball Lou Gehrig, vivido por Gary Cooper. Nesse mesmo ano, venceu como melhor atriz coadjuvante por sua performance no filme Mrs. Miniver. Até hoje, nenhum outro ator conseguiu ser indicado por seus três primeiros filmes.
Em 1943, Goldwyn emprestou Teresa para a Universal Studios para o filme Shadow of a Doubt, dirigido por Alfred Hitchcock. Outros filmes notáveis da atriz incluem The Best Years of Our Lives (1946), vencedor do Oscar de melhor filme, e The Men, o primeiro filme de Marlon Brando.
Teresa se rebelou contra o sistema dos estúdios da época. Quando foi demitida por Goldwyn por sua recusa a promover o filme de 1948 Enchantment, ela não expressou arrependimento em perder seu salário de 5 mil dólares por semana. Ela afirmou, à época, que "o tipo de contrato entre atores e produtores é antiquado na forma e abstrato no conceito. Não há privacidade nossa que os produtores não possam invadir. Nos tratam como gado, mandam em nós como se fossemos crianças". Entretanto, antes da exibição de Enchantment no Turner Classic Movies em março de 2006, o apresentador Robert Osborne disse que Wright sentiu-se arrependida mais tarde por ter deixado a empresa de Goldwyn, já que seu salário por filme decresceu cerca de 100 mil dólares.
A partir de 1955, Teresa passou a atuar mais em peças de teatro e na televisão. Em 1957, foi indicada ao Emmy por The Miracle Worker e, em 1960, por The Margaret Bourke-White Story. Em 1975, ela atuou em A Morte de um Caixeiro Viajante e, em 1980, em Morning's at Seven na Broadway.
Seus papéis mais recentes no cinema foram em 1980 em Somewhere in Time e em 1997 em The Rainmaker, adaptação de Francis Ford Coppola do romance de mesmo nome de John Grisham.
Teresa faleceu de ataque cardíaco em 6 de março de 2005 no hospital da Universidade Yale em New Haven, Connecticut. A atriz tinha 86 anos de idade.

## Casamentos e filhos
Teresa Wright foi casada com o escritor Niven Busch de 1942 a 1952. O casal teve dois filhos. Em 1959, ela se casou com o dramaturgo Robert Anderson. Os dois se divorciaram em 1978, mas permaneceram bons amigos até a morte dela.

## Filmografia
- 1941: The Little Foxes ("Pérfida") como Alexandra Giddens
- 1942: Mrs. Miniver ("Rosa da Esperança") como Carol Beldon
- 1942: The Pride of the Yankees (Ìdolo, Amante e Herói") como Eleanor Twitchell
- 1943: Shadow of a Doubt ("À Sombra de Uma Dúvida") como Charlotte 'Charlie' Newton
- 1944: Casanova Brown ("Casanova Júnior") como Isabel Drury
- 1946: The Best Years of Our Lives ("Os Melhores Anos de Nossas Vidas") como Peggy Stephenson
- 1947: Pursued ("Sua Única Saída") como Thorley Callum
- 1947: The Imperfect Lady como Millicent Hopkins
- 1947: The Trouble with Women como Kate Farrell
- 1948: Enchantment como Lark Ingoldsby
- 1950: The Capture como Ellen Tevlin Vanner
- 1950: The Men ("Espíritos Indômitos") como Ellen 'Elly' Wilosek
- 1952: Something to Live For como Edna Miller
- 1952: California Conquest como Julie Lawrence
- 1952: The Steel Trap ("Armadilha de Aço") como Laurie Osborne
- 1953: Count the Hours como Ellen Braden
- 1953: The Actress ("Papai Não Quer") como Annie Jones
- 1954: Track of the Cat como Grace Bridges
- 1955: The Miracle on 34th Street ("O Milagre da Rua 34")
- 1956: The Search for Bridey Murphy como Ruth Simmons
- 1957: Escapade in Japan como Mary Saunders
- 1957: Playhouse 90
- 1957: The Miracle Worker (“O Milagre de Anne Sullivan”) (1957) - TV
- 1958: The Restless Years ("Corações em Suplício") como Elizabeth Grant
- 1964: Lonely Place – TV - Alfred Hitchcock Hour
- 1969: Hail, Hero! ("O Protesto") como Santha Dixon
- 1969: The Happy Ending ("Tempo Para Amar, Tempo Para Esquecer") como Sr.ª Spencer
- 1972: Crawlspace - TV
- 1974: The Elevator - TV
- 1976: Flood! - TV
- 1977: Roseland como May
- 1980: Somewhere in Time ("Em Algum Lugar do Passado") como Laura Roberts
- 1980: The Golden Honeymoon - TV
- 1982:  Morning's at Seven - TV
- 1983: Bill: On His Own - TV
- 1987: The Fig Tree - TV
- 1988: The Good Mother como avó
- 1990: Perry Mason: The Case of the Desperate Deception - TV
- 1991: Lethal Innocence - TV
- 1993: The Red Coat
- 1997: The Rainmaker como Colleen Birdsong

## Premiações
- Indicação ao Emmy em 1957, por The Miracle Worker ("O Milagre de Anne Sullivan").
- Indicação ao Oscar de atriz coadjuvante em 1941, com The Little Foxes (“Pérfida”).
- Oscar de atriz coadjuvante em 1942, com Mrs. Miniver (“Rosa da Esperança”).
- Indicação ao Oscar de atriz em 1942, por The Pride of the Yankees (“Ídolo, Amante e Herói”).